# Lockheed U-2

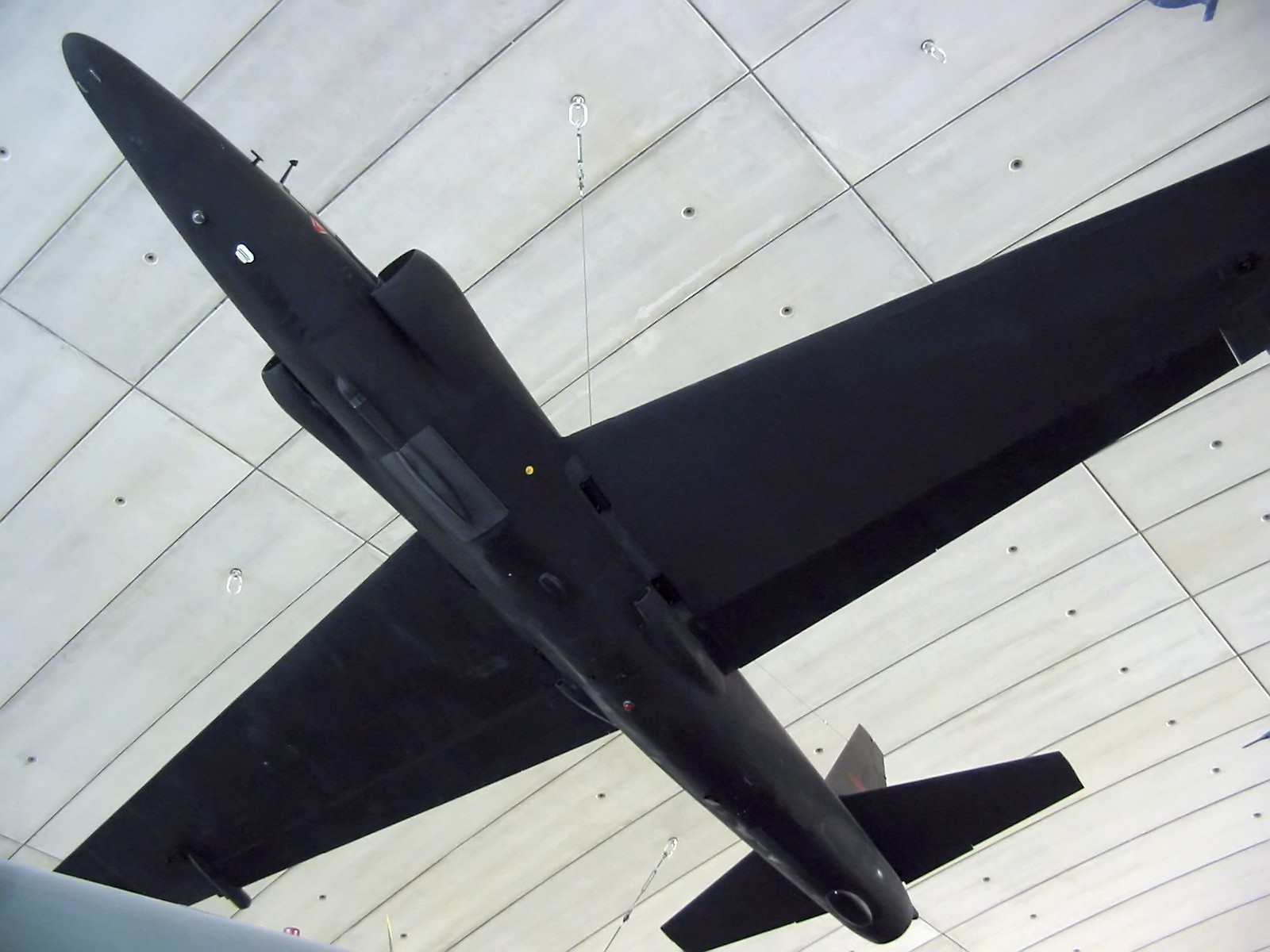
U-2, выставленный в британском Имперском военном музее в Даксфорде

Lockheed U-2 (Локхид Ю-2) — американский высотный самолёт-разведчик. Неофициальное название модификации U-2R/TR-1 — «Dragon Lady». Один из старейших самолётов, до сих пор находящихся на вооружении в США.

## История
Необходимость создания «несбиваемого» самолёта-разведчика встала перед США в результате провала переговоров об «открытом небе» в 1950-х годах.
Информация о вооружениях СССР была скупой. СССР располагал единственным типом носителя ядерных бомб, способным достичь территории США — самолётом М-4, представленным впервые на параде в Москве в 1954 году. О количестве машин можно было судить только по фотографиям с номерными знаками, полученным над нейтральными водами и с крыш посольств западных стран. Было опознано около 20 самолётов, их количество к концу года достигло 50 штук и через год выросло до 250, — на самолётах появились трёхзначные номера. Это говорило о том, что США почти втрое отстают в количестве стратегических бомбардировщиков. Если цифры были верны, это делало возможным массированный ядерный удар по территории США. Нужно было срочно выяснить, является ли это блефом с перекрашиванием номеров перед каждым вылетом, или СССР действительно увеличил производство бомбардировщиков в несколько раз. Президент Эйзенхауэр прямо заявил: Пёрл-Харбор не должен повториться.
Задача должна была быть решена в кратчайшие сроки. Она была поручена конструктору Келли Джонсону, только что спроектировавшему самый скоростной самолёт того времени — F-104 «Старфайтер». Идея Джонсона была в том, чтобы создать простой самолёт для полётов на высоте 21 км, что делало его недосягаемым для средств ПВО и, возможно, даже для РЛС. Это решалось за счёт большого размаха крыла и малого веса. Главный конструктор даже говорил, что полкило веса означает 30 см высоты. Из соображений секретности самолёт получил наименование U-2 (первая буква означает англ. utility — так по американскому стандарту обозначаются военные самолёты «общего назначения», в то время как самолёты-разведчики обозначаются буквой R, от англ. reconnaissance).
Создание самолёта за несколько месяцев потребовало решения многих задач и стоило нескольких человеческих жизней: при испытаниях погибли три лётчика.
В 1955 году компания Локхид подняла в воздух первый экземпляр нового самолёта-разведчика, который был разработан и построен в условиях строжайшей секретности в отделении компании Advanced Development Programs, более известном как «Сканк Уоркс» (Skunk Works).
Он имел высокие лётные характеристики, обеспечивавшие ему возможность полётов на большой высоте и с большой дальностью, которые явились результатом использования превосходного двигателя и удачной компоновки самолёта. В качестве силовой установки использовался двигатель Pratt & Whitney J57 с переработанной системой подачи топлива, специальное горючее. Крыло самолёта с большим удлинением (как у планёра) позволяло увеличивать дальность полёта за счёт переключения двигателя на полётный малый газ и планирования на большие расстояния. Практически в каждом испытательном полёте самолёт бил рекорды высоты.
Лёгкий планер, заполненный горючим, потребовал специального режима взлёта и набора высоты, так как на малых высотах при большой скорости самолёт просто развалился бы, а на высоте требовалась большая скорость для поддержания подъёмной силы. Самолёт очень быстро набирал 19,5 км, дальнейший набор высоты замедлялся. На рабочей высоте 21 км разница между минимальной и максимальной скоростями была чуть больше 10 км/ч.
Предназначенный для работы на высотах свыше 20 км, где обнаружение и перехват были маловероятны, самолёт U-2 мог быть оснащён различными устройствами для сбора разведданных.
Самолёт был готов к применению в апреле 1956 года.
Разведывательные полёты над странами Восточной Европы начались 20 июня, а первый полёт над СССР был осуществлён в день независимости США — 4 июля 1956 года. Радиолокаторы советской ПВО обнаружили самолёт, но прервать его полёт было нечем. На полученных им фотографиях можно было определить даже тип самолётов на аэродромах. Эйзенхауэру был представлен снимок с тремя десятками стоящих в ряд бомбардировщиков М-4. Таким образом выяснился ответ на важный военный вопрос о количестве самолётов - стало понятно, что никаких сотен реактивных стратегических бомбардировщиков у СССР нет.
Всего над территорией СССР с 1956 по 1960 годы было выполнено 24 разведывательных полёта самолётов U-2[уточнить], что позволило выявить большое количество военных и промышленных объектов. Истинное местоположение советского ракетного полигона Тюратам № 5 (нынешний космодром Байконур) стало известным американской разведке 5 августа 1957 года именно в результате очередного полёта U-2 над территорией СССР.
В ходе первых облётов U-2 территории СССР и обнаружения воздействия облучения на него наземных РЛС, ЦРУ начало программу Project Rainbow, направленную на уменьшение ЭПР самолёта U-2. И хотя результаты программы в целом были оценены как неудовлетворительные (по причине низкой весовой эффективности радиопоглощающих материалов (РПМ) того периода), такие материалы ограниченно были использованы на Lockheed U-2. Цель применения РПМ была двоякая — снизить ЭПР самолёта в конкретном диапазоне частот РЛС, и изолировать работу многочисленных бортовых антенных устройств во избежание взаимных помех.
Разведчик U-2 считался неуязвимым до 1 мая 1960 года, когда во время очередного полёта над Советским Союзом этот самолёт был сбит под Свердловском ракетой зенитного ракетного комплекса (ЗРК) С-75 (командир дивизиона майор М. Воронов).

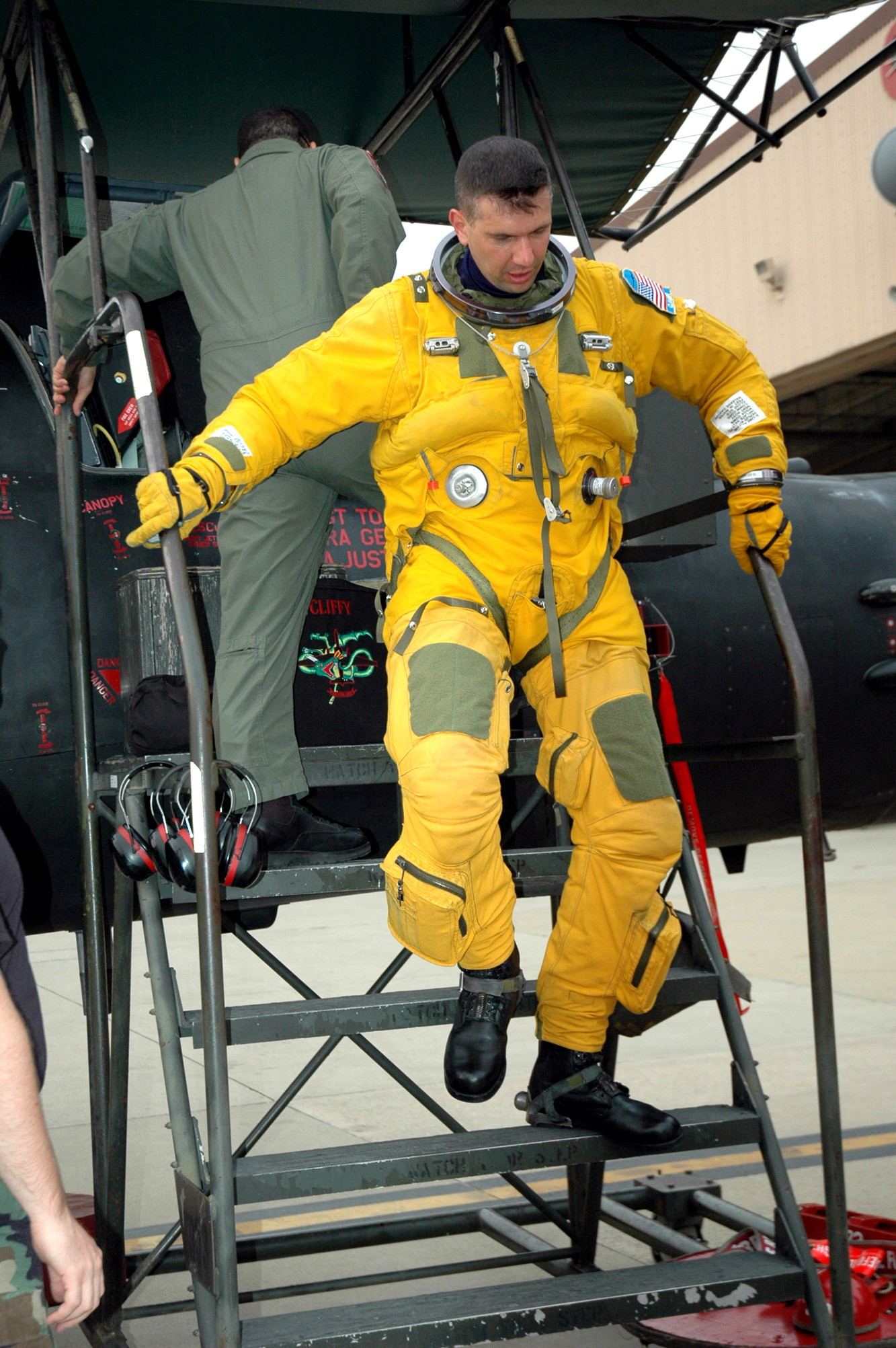
Пилот U-2S Dragon Lady, Блок 10 в высотно-компенсирующем костюме, снимок 2006 г.

Ценность самолёта U-2 была подтверждена в 1962 году, когда самолёты этого типа обнаружили подготовку стартовых позиций баллистических ракет на Кубе, а уязвимость подтверждена, когда во время очередного облёта Кубы 27 октября 1962 года U-2 (56-6676) под управлением Р. Андерсона был сбит зенитным ракетным дивизионом майора И. Герченова.
Современные модификации U-2S и TU-2S до настоящего времени состоят на вооружении ВВС США. 
Продолжается разработка следующих поколений радаров Astor, предназначенных для установки на самолётах-разведчиках.
После получения обломков сбитого самолёта Пауэрса — в СССР была предпринята неудачная попытка скопировать U-2. Проектированием машины, получившей обозначение С-13, занималось ОКБ Бериева. Работы над ней были прекращены в мае 1962 года. 
Некоторые конструкторские решения, аналогичные решениям U-2, были успешно воплощены при создании высотного перехватчика М-17 «Стратосфера» и «исследовательского» (на самом деле — разведывательного) воздушного судна М-55 «Геофизика».
Начиная с августа 1960 года возможности стратегической авиаразведки, осуществляемой самолётом U-2, были существенным образом дополнены космической разведкой (ИСЗ Corona, Discoverer 13), пока на смену U-2 не пришёл самолёт-разведчик нового поколения Lockheed SR-71.

## Фотооборудование

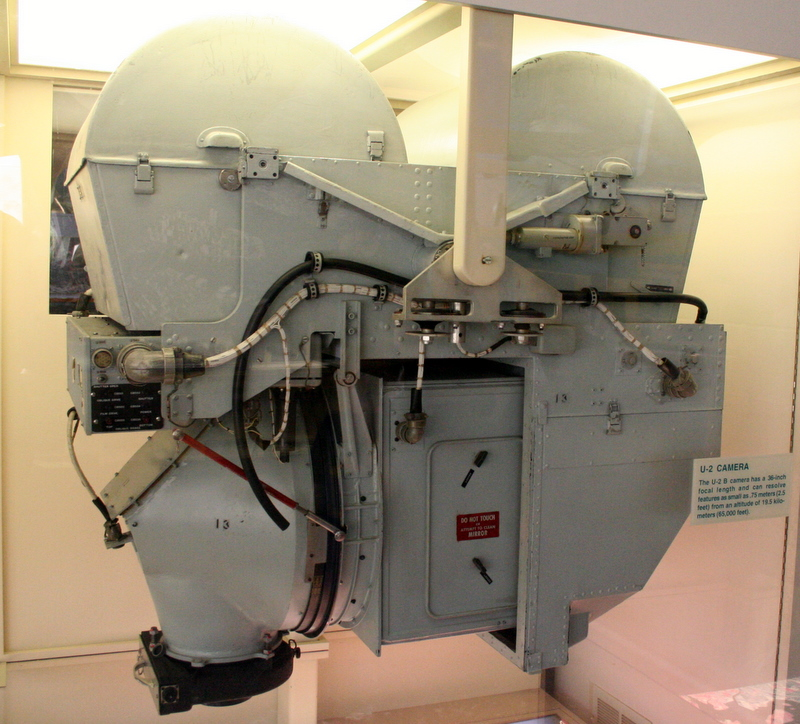
Аэрофотоаппарат самолёта U-2, представленный в экспозиции National Air and Space Museum, Вашингтон

Основным прибором была уникальная фотокамера, разработанная компанией Perkin-Elmer, в которой было 1800 м плёнки шириной 457 мм. Фокусное расстояние её объектива - 910 мм. Аэрофотоаппарат был способен сфоторафировать с высоты полёта полосу земной поверхности шириной 150 км и длиной 3000 км, причём на снимке были различимы объекты размером меньше метра. Разрешение камеры составляло 0,76 м при съёмке с высоты 18000 м. Имелся объектив с F 4500 мм.
В одном из полётов был сфотографирован участок самого действующего на тот момент президента США Эйзенхауэра; на снимках, которые ему показали, можно было сосчитать коров на участке.

## Конструкция
Фюзеляж — цельнометаллический монокок с несущей обшивкой. По бортам за крылом располагались тормозные воздушные щитки, открывающиеся вперёд.
Хвостовое оперение — свободнонесущее, цельнометаллическое. Рулевые поверхности оборудованы триммерами. На некоторых машинах устанавливался подфюзеляжный киль.
Шасси самолёта велосипедного типа, убирающееся в фюзеляж, со вспомогательными стойками под крыльями. Все стойки оборудованы спаренными колёсами. Хвостовые и крыльевые колёса небольшого диаметра со сплошными шинами. Тормозами оборудованы только колёса главной стойки. В контейнере задней части фюзеляжа установлен тормозной парашют.
Вспомогательные стойки шасси крепятся к концу крыла втулкой с тросом. Противоположный конец троса находится в руках у техника, который при взлёте должен бежать рядом со стартующим самолётом, а затем выдернуть втулку тросом; после выдёргивания втулки стойка с колесом отделяется от самолёта и остаётся на ВПП. С противоположной стороны самолёта другой член стартовой команды делает то же самое, и U-2 с возрастанием скорости взлетает. Однако чаще вспомогательные стойки отделяются самостоятельно, когда самолёт набирает достаточную скорость, и консоли немного прогибаются вверх.
При посадке лётчик сажает самолёт на носовую и хвостовую стойку одновременно и балансирует рулями крена до полной потери скорости (на манер планёра). С полной потерей скорости самолёт ложится на консоль крыла, законцовка которого представляет собой небольшой титановый полоз — лыжу. После этого команда обеспечения устанавливает вспомогательные стойки на место, и далее самолёт может передвигаться самостоятельно. Но чаще всего, что видно на кинохронике, наземной команде удаётся поймать самолёт за крылья перед самой остановкой и приладить стойки шасси.

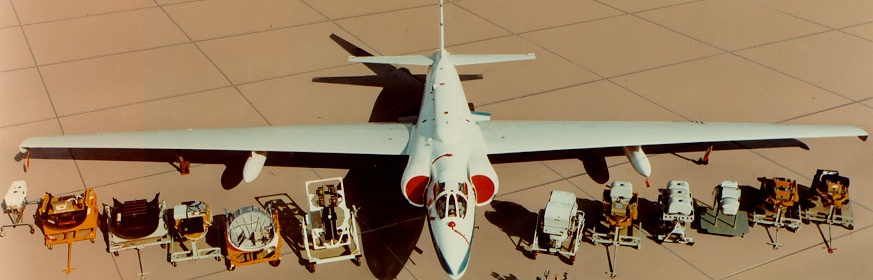
U-2 с различными вариантами разведывательного оборудования

Более того, из-за удлинённой носовой части самолёта и скафандра, в котором лётчик находится во время полёта, при взлёте и посадке он не может видеть ВПП. Для решения этой проблемы самолёт сопровождают специальные автомобили службы аэродромного обслуживания, из которых даются указания пилоту. Ряд подобных конструктивных особенностей и неудобств — плата за уникальные характеристики высотного разведчика.

## Модификации

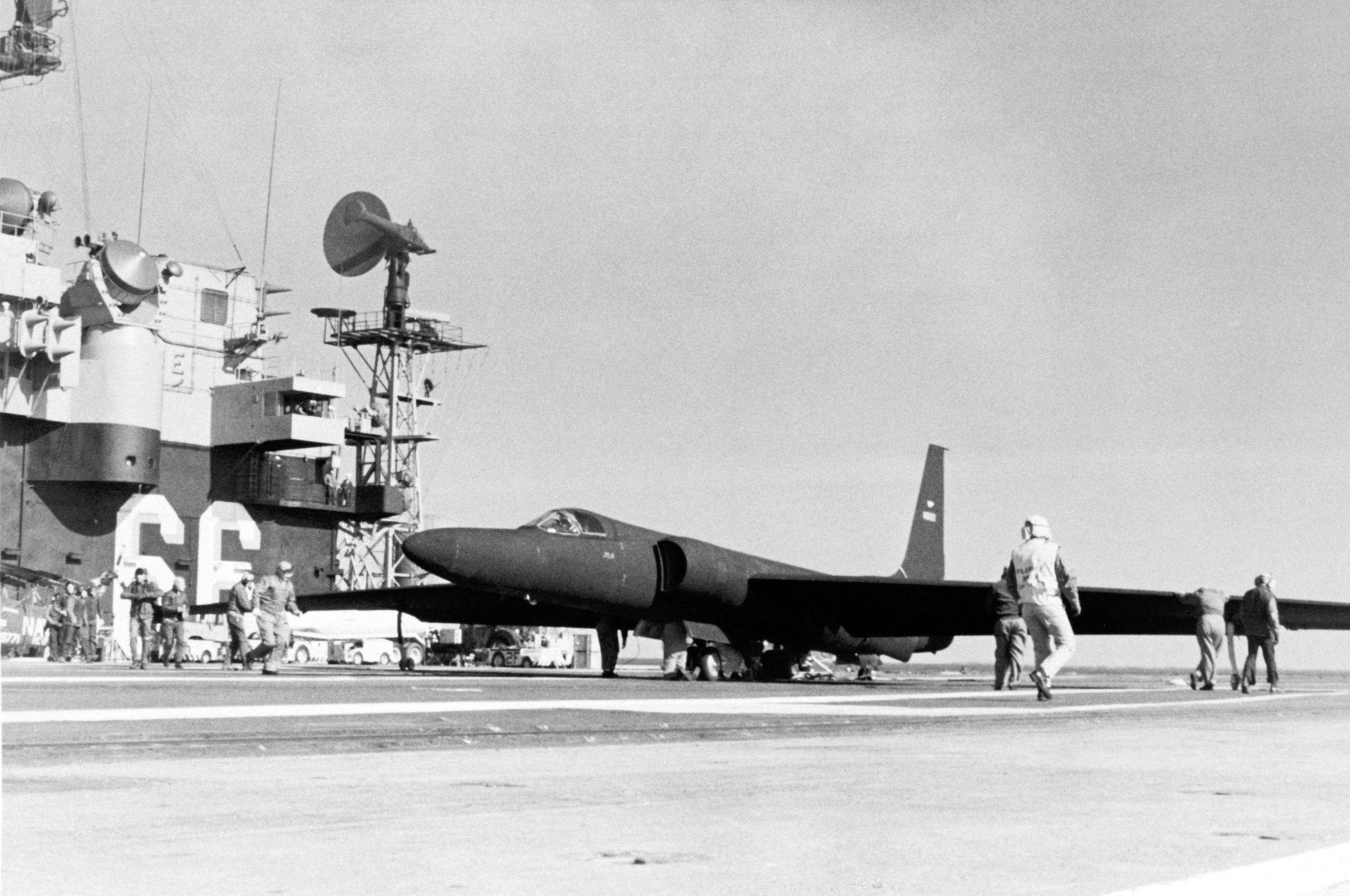
U-2 на палубе авианосца «Америка»

- U-2A — первоначальный вариант с двигателем J57-P-37A, построено 48 самолётов;
- U-2B — двухместный вариант с двигателем J57-P-31; построено 5 самолётов;
- U-2C — улучшенный одноместный вариант с двигателем J75-P-13 и изменёнными воздухозаборниками;
- U-2D — улучшенный двухместный учебный вариант;
- U-2CT — улучшенный двухместный учебный вариант, перестроенный из U-2D с изменённым расположением кресел; известно о 6 перестроенных экземплярах;
- U-2G — вариант U-2A с усиленным шасси, посадочным гаком и спойлерами; переоборудовано три самолёта; предназначались для базирования на авианосцах[12][13]
- U-2R — увеличенный вариант U-2C с подкрыльевыми контейнерами и увеличенным запасом топлива; построено 12 машин;
- U-2RT — улучшенный двухместный учебный вариант U-2R; построена одна машина;

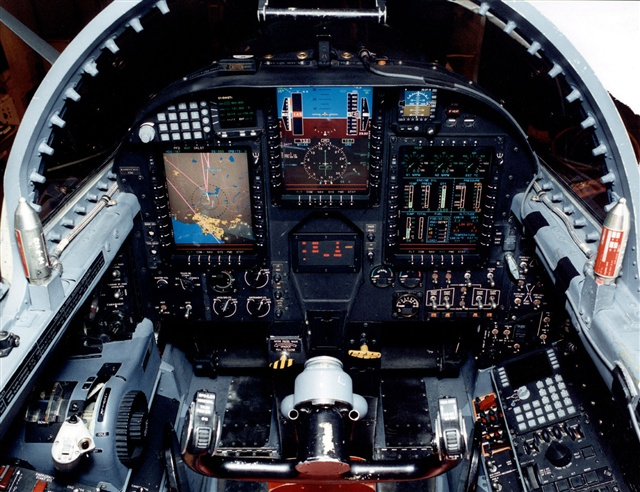
Кабина пилота U-2S. На приборной доске слева многофункциональный картографический дисплей отображения местности

- U-2EPX — морской разведывательный вариант модели U-2R для ВМС США, построено 2 экземпляра;
- WU-2 — вариант для проведения атмосферных и метеорологических исследований;
- TR-1A — тактический разведчик на базе U-2R с РЛС бокового обзора, обновлённой авионикой и улучшенным оборудованием РЭП, построено 33 экземпляра;
- TR-1B — двухместный учебный самолёт для обучения пилотов TR-1A, построено 2 машины;
- ER-2 — два самолёта TR-1A, переданные НАСА и переоборудованные для научных целей. Использовались в программах исследований земных ресурсов, атмосферы и океана;
- U-2S — новое обозначение модели TR-1A; обновлён двигатель, улучшена разведывательная аппаратура, добавлена система GPS, переоборудована 31 машина;
- TU-2S — новое обозначение двухместного учебного варианта TR-1B с улучшенным двигателем; переоборудовано 4 машины.

## Потери
- 15 мая 1956 года U-2A № 56-6678 разбился при взлёте с Грум-Лейк из-за крена, который лётчик не успел парировать. Пилот Уилберн Роуз (Wilburn S. Rose) погиб.
- 31 августа 1956 года во время ночного тренировочного полёта на U-2A № 56-6687 пилот Френк Дж. Грейс (Frank G. Grace) потерял ориентацию на аэродроме Грум-Лейк и столкнулся со столбом телефонной линии. Самолёт разрушился, пилот погиб.
- 17 сентября 1956 года третий экземпляр U-2A (56-6679), базировавшийся на авиабазе Линдсей (Висбаден, Германия) разрушился в воздухе. Пилот ЦРУ Говард Кери (Howard Carey) погиб. U-2 возвращался из разведывательного полёта в район Суэца. Предположительно, он был перехвачен поднятой по тревоге группой истребителей CF-86 канадских ВВС и попал в их спутный след.
- 17 декабря 1956 года на U-2A № 56-6690 во время высотного полёта над резервацией индейцев навахо (северо-восток Аризоны) возникли неполадки в кислородной системе. Пилот ЦРУ Боб Эриксон (Bob Ericson) не смог устранить неисправность и выпрыгнул с парашютом. Самолёт разбился.
- 15 мая 1957 года во время испытательного полёта по программе RAINBOW на высоте 22 000 м (72 000 фут) начался пожар. Скафандр пилота был повреждён. Пилот ЦРУ Роберт Сикер (Robert Sieker) потерял сознание, неуправляемый самолёт свалился в плоский штопор. Когда лётчик пришёл в себя, он смог выбраться из кабины, однако ударился о хвостовое оперение и погиб. U-2A упал на землю и сгорел в районе города Пиоче в Неваде, место аварии обнаружили только через несколько дней. Этот самолёт почему-то не имел регистрационного номера министерства обороны и известен только под инвентарным номером 341.
- 1 мая 1960 года U-2 (56-6693), пилотируемый Ф. Пауэрсом, сбит в районе Свердловска зенитно-ракетным комплексом С-75 войск ПВО СССР. Лётчик покинул самолёт и после приземления был задержан, обвинён в шпионаже и осуждён.
- 9 сентября 1962 года китайским расчётом ЗРК С-75 сбит в районе Наньчан U-2 (56-6711) ВВС Тайваня под управлением Хуай Чэня (Huai Chen). Лётчик катапультировался и умер в госпитале от полученных ранений.

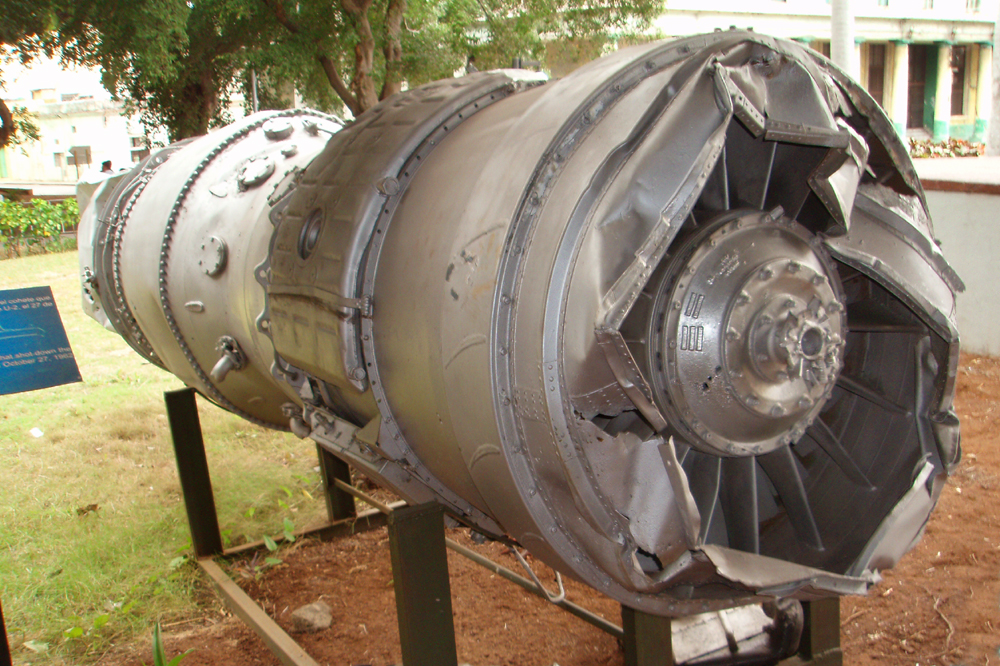
Двигатель Pratt & Whitney J75 самолёта U-2 майора Рудольфа Андерсона, сбитого в Чёрную субботу (экспозиция музея Революции в Гаване)

- 27 октября 1962 года в 18:20 по московскому времени в районе города Банес (Куба) советским расчётом ЗРК С-75 майора И. Герченова был сбит U-2 (56-6676) под управлением Р. Андерсона. Лётчик погиб.
- 1 ноября 1963 года китайским расчётом ЗРК С-75 сбит U-2 (56-6688) ВВС Тайваня, пилотируемый Робином Е (Robin Yeh). Лётчик катапультировался и был задержан.
- 7 июля 1964 года китайским расчётом ЗРК С-75 в районе Фуян сбит U-2 (56-6695) ВВС Тайваня под управлением Ли Нанли. Лётчик погиб.
- 10 января 1965 года китайским расчётом ЗРК С-75 юго-западнее Пекина сбит U-2 (56-6691) ВВС Тайваня под управлением Чань Люя. Лётчик катапультировался и был задержан.[14]
- 25 октября 1965 года U-2C ВВС Тайваня (бывший американский U-2A № 56-6685, переоборудован в U-2C в 1959) потерпел аварию во время тренировочного полёта над Южно-Китайским морем, предположительно, из-за ошибки пилотирования. Пилот Пит Вонг пропал без вести и объявлен погибшим.
- 25 февраля 1966 года U-2F № 56-6675, принадлежащий ЦРУ, получил повреждения при дозаправке в воздухе над Калифорнией и списан, как не подлежащий восстановлению. Пилот Холл остался жив.
- 22 марта 1966 года U-2D № 56-6696 под управлением Энди Фана (ВВС Тайваня, первый вылет на U-2) потерпел аварию при заходе на посадку на авиабазе Дэвис-Монтан, Аризона. Пилот катапультировался и остался жив, самолёт списан.
- 8 октября 1966 года U-2B № 56-6690 ВВС США во время высотного полёта над Северным Вьетнамом получил повреждения планера, в результате чего появилась сильная вибрация. Пилот сумел вернуться в воздушное пространство Южного Вьетнама и успешно катапультировался. Самолёт упал вблизи авиабазы Бьенхоа.
- 8 сентября 1967 г. U-2C № 56-6706 ВВС Тайваня, совершавший разведывательный полёт над территорией КНР, сбит зенитной ракетой ВВС НОАК в районе Цзясина. Пилот погиб.
- 16 мая 1969 г. U-2 ВВС Тайваня во время полёта вдоль побережья китайской провинции Хэбэй потерял управление и упал в море. Пилот погиб.
- 29 мая 1975 года U-2C ВВС США № 56-6700 потерпел аварию поблизости от Винтерберга в Германии. Пилот Роберт Т. Рендлмен остался жив. Самолёт списан, как не подлежащий ремонту.
- 15 августа 1975 года U-2R ВВС США № 68-10334 потерпел аварию в Сиамском заливе. Подробности неизвестны.
- 7 декабря 1977 года U-2R ВВС США № 68-10330 потерял скорость на взлёте и упал на служебное здание на авиабазе ВВС Великобритании Акроитири (Кипр). Погибли пилот капитан Роберт А. Хендерсон, четыре военнослужащих из персонала базы и два местных жителя.
- 31 января 1980 года во время тренировочного полёта пилот U-2C № 56-6714 Эдвард Бомонт потерял сознание. Неуправляемый самолёт снижался, пока не зацепился за высоковольтную ЛЭП в районе Оровилла, Калифорния. Пилот остался жив. Самолёт установлен на пилоне на базе ВВС Били в Калифорнии.
- 22 мая 1984 года U-2R № 68-10333 разбился на авиабазе Осан (Южная Корея) из-за разрушения крепления двигателя. Пилот Дейв Бонзи (ВВС США) остался жив.
- 8 октября 1984 года U-2R № 80-1075 потерян там же, на авиабазе Осан. Пилот Томас Детнер (ВВС США) остался жив. Подробности неизвестны.
- 15 января 1992 года U-2R № 68-10332 упал в Японское море у берегов Кореи. Тело пилота, капитана ВВС США Марти Макгрегора выловили корейские рыбаки.
- 31 августа 1994 года U-2R № 80-1098 при посадке в тумане на авиабазе Осан (Южная Корея) выкатился за пределы ВПП и загорелся. Пилот Колин Эспиноза (ВВС США) сумел выбраться из кабины, самолёт списан.
- 29 августа 1995 года на U-2R ВВС США № 68-10338 после взлёта с базы ВВС Великобритании Фейрфорд в Глостершире не отделилась левая вспомогательная стойка шасси. При посадке (самолёт совершал разведывательный полёт над Боснией), когда стойка коснулась полосы, самолёт развернуло влево, он съехал с полосы, врезался в электрическую подстанцию и загорелся. Пилот капитан Дэвис Хокинс катапультировался, однако система не сработала штатно, Хокинс получил тяжёлые травмы и умер в госпитале через два с небольшим часа. На всех оставшихся в строю U-2 после этого происшествия доработали механизм сброса крыльевых стоек.
- 7 августа 1996 года U-2R ВВС США № 80-1088 упал в районе Оровилла, Калифорния. Пилот катапультировался, но погиб.
- 26 января 2003 года U-2S ВВС США № 80-1095 упал южнее Сеула вскоре после взлёта с авиабазы Осан. Причина — отказ двигателя. Пилот катапультировался с небольшими травмами, ранения получили также три человека на земле.
- 22 июня 2005 года U-2S ВВС США № 80-1082 упал при заходе на посадку на авиабазе Эд-Дафра[англ.] (ОАЭ), возвращаясь из полёта над Афганистаном. Причина — одновременный отказ гидросистем и электропитания из-за разрушения вала отбора мощности от двигателя. Пилот не справился с ситуацией и погиб.
- 20 сентября 2016 года U-2 Dragon Lady ВВС США во время тренировочного полёта потерпел крушение в Калифорнии, к северу от Сакраменто. Самолёт принадлежал 1-й разведывательной эскадрилье на авиабазе Били (Beale). Пилоты катапультировались, один из них погиб, второй получил ранения.[15]

## На вооружении
- США — 26 U-2S и 4 TU-2S, по состоянию на 2020 год[16]

## Тактико-технические характеристики
| Модель                             | U-2A                                                                       | U-2R                                                        | TR-1                     | U-2S                        |
| ---------------------------------- | -------------------------------------------------------------------------- | ----------------------------------------------------------- | ------------------------ | --------------------------- |
| Первый полёт (год)                 | 1955                                                                       | 1967                                                        | 1981                     | 1994                        |
| Экипаж (чел.)                      | 1 (2 в учебном варианте)                                                   | 1 (2 в учебном варианте)                                    | 1 (2 в учебном варианте) | 1 (2 в учебном варианте)    |
| Площадь крыла (м²)                 | ?                                                                          | 92,9                                                        | ?                        | ?                           |
| Длина (м)                          | 15,09                                                                      | 19,2                                                        | 19,2                     | 19,2                        |
| Высота (м)                         | 4,9                                                                        | 4,9                                                         | 4,9                      | 4,9                         |
| Размах крыла (м)                   | 24,38                                                                      | 31,4                                                        | 31,4                     | 31,4                        |
| Сухой вес (кг)                     | 5310                                                                       | 6760                                                        | 7260                     | 7260                        |
| Максимальный взлётный вес (кг)     | 7260                                                                       | 18 600                                                      | 18 600                   | 18 600                      |
| Тип двигателей                     | P&W J57-P-37A                                                              | P&W J75-P-13B                                               | P&W J75-P-13B            | GE F-118-101                |
| Количество двигателей (шт)         | 1                                                                          | 1                                                           | 1                        | 1                           |
| Тяга (кН)                          | 50,7                                                                       | 77                                                          | 77                       | 86                          |
| Максимальная скорость (км/ч)       | 850                                                                        | 821                                                         | 797                      | ≈805                        |
| Скорость отрыва (км/ч)             | ?                                                                          | ?                                                           | ?                        | ?                           |
| Посадочная скорость (км/ч)         | ?                                                                          | ?                                                           | ?                        | ?                           |
| Разбег (м)                         | ?                                                                          | ?                                                           | ?                        | ?                           |
| Пробег (м)                         | ?                                                                          | ?                                                           | ?                        | ?                           |
| Дальность полёта (км)              | 3500                                                                       | 5600                                                        | 6400                     | 9600                        |
| Перегоночная дальность (км)        | ?                                                                          | 17 700                                                      | ?                        | ?                           |
| Практический потолок (м)           | 21 300                                                                     | 21 300                                                      | 21 300                   | 21 300                      |
| Динамический потолок (м)           | ?                                                                          | 26 800                                                      | ?                        | ?                           |
| Продолжительность полёта (ч)       | 6,5                                                                        | 7,5                                                         | 12                       | >10                         |
| Продолжительность полёта с ПТБ (ч) | ?                                                                          | ?                                                           | ?                        | ?                           |
| Построено (экз)                    | 30 все модернизированы до более поздних моделей и списаны к апрелю 1989 г. | 16 U2B 15 U-2R все модернизированы до более поздних моделей | 25 TR-1A 2 TR-1B 2 ER-1  | 32 боевых в строю 4 учебных |